# جانی هیز
جانی هیز (انگلیسی: Johnny Hayes; ۱۰ آوریل ۱۸۸۶ – ۲۵ اوت ۱۹۶۵) یک ورزشکار اهل ایالات متحده آمریکا بود.